# Castabala

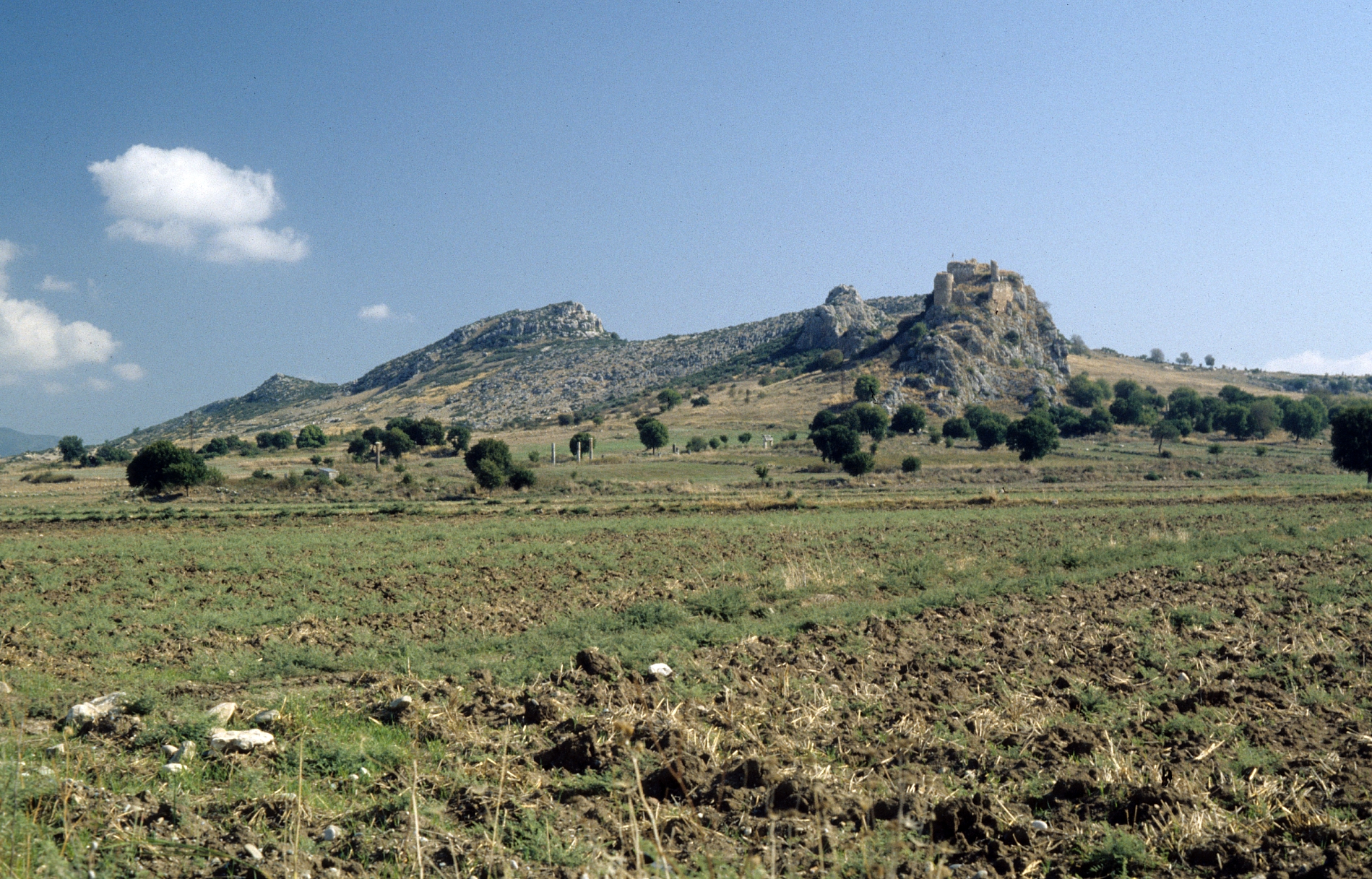
Acrópolis de la ciudad.

Castabala (Καστάβαλα), también conocida como Hieropolis y Hierapolis (Ίεράπολις) fue una ciudad en Cilicia (actual sur de Turquía), cerca del río Ceyhan (antiguo Pyramus).

## Situación
Existen controversias sobre la situación de la antigua ciudad de Castabala. Se sabe que estaba situada cerca del río Ceyhan (antiguo Pyramus). Probablemente estuviera cerca de Osmaniye, en la provincia de Adana, tal vez en Kestel o Kastal, una localidad a cinco o seis millas al sur de Anazarba. Otros la localizan en Karanlik o Kartanlik entre los ríos Pyramus y Aegaea (ahora Ayas), o en Kara Kaya cerca de Demir Kapou (Amanicae portae). Para otros estaría en la actual población de Bodrum.

## Primeros datos
Castabala fue una de las ciudades del período hitita tardío. El nombre Castabala tiene su origen probablemente en el idioma luvita. La ciudad fue capturada por el imperio aqueménida y se convirtió en parte de la satrapía cilicia, siendo conquistada más tarde por Alejandro Magno.
Durante el período helenístico se le llamó  Hierópolis .

## Período romano
Durante el Imperio romano la ciudad era parte de la provincia romana de Capadocia. Posteriormente cayó en poder de piratas cilíceos. Tras ser derrotados los piratas, un líder pirata indultado, llamado Tarkondimotos, se convirtió en el gobernador de la región.
La ciudad era entonces lo suficientemente importante en la provincia romana de Cilicia Secunda como para convertirse en sede episcopal sufragánea de su capital Anazarba, arzobispado metropolitano; pero finalmente acabaría desapareciendo. Los primeros obispos de Castabala están datados ya a principios del siglo IV, dentro de la provincia de Cilicia II. Se conocen los nombres de siete de su obispos residentes de este período.

## Sede titular episcopal
La Diócesis de Castabala es en la actualidad, desde 1803, una sede titular de la Iglesia Católica que refleja su estado activo en Antigüedad tardía.
Ha tenido los siguientes obispos titulares:
- John Milner (1803 - 1826)
- John Murdoch (1833 - 1865)
- Louis Aloysius Lootens (1868 - 1898)
- Rocco Tornatore (1889 - 1908)
- John William Shaw (1910 - 1911)
- Juan José Marcos Zapata (1913 - 1951)
- Doroteo Fernández y Fernández (1956 - 1971)
- Patrick Ebosele Ekpu (1971 - 1973)
- Felipe Tejeda García (2000 - 2018)
- Valdemir Vicente Andrade Santos (2018 - ...)

## Galería de imágenes

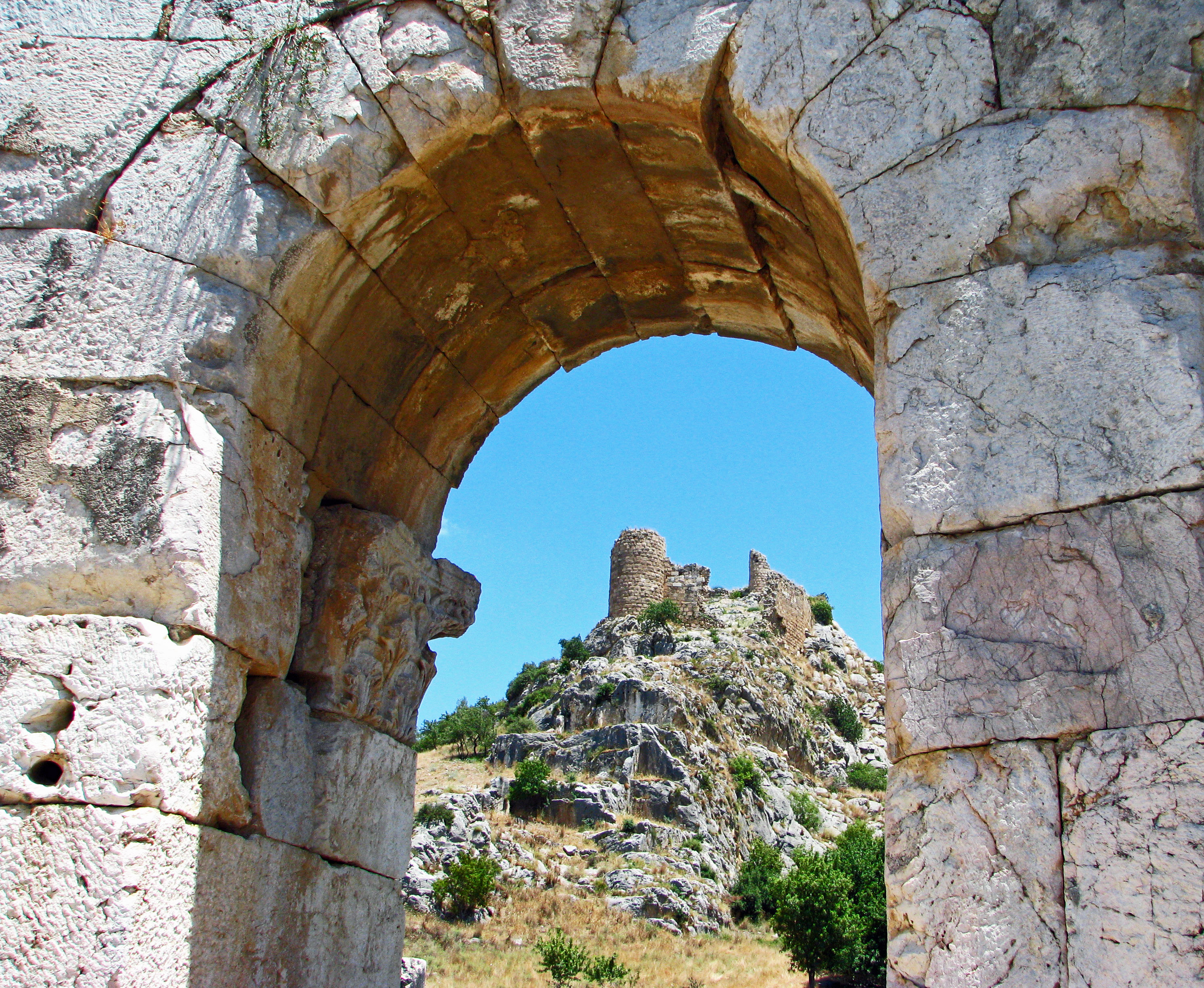
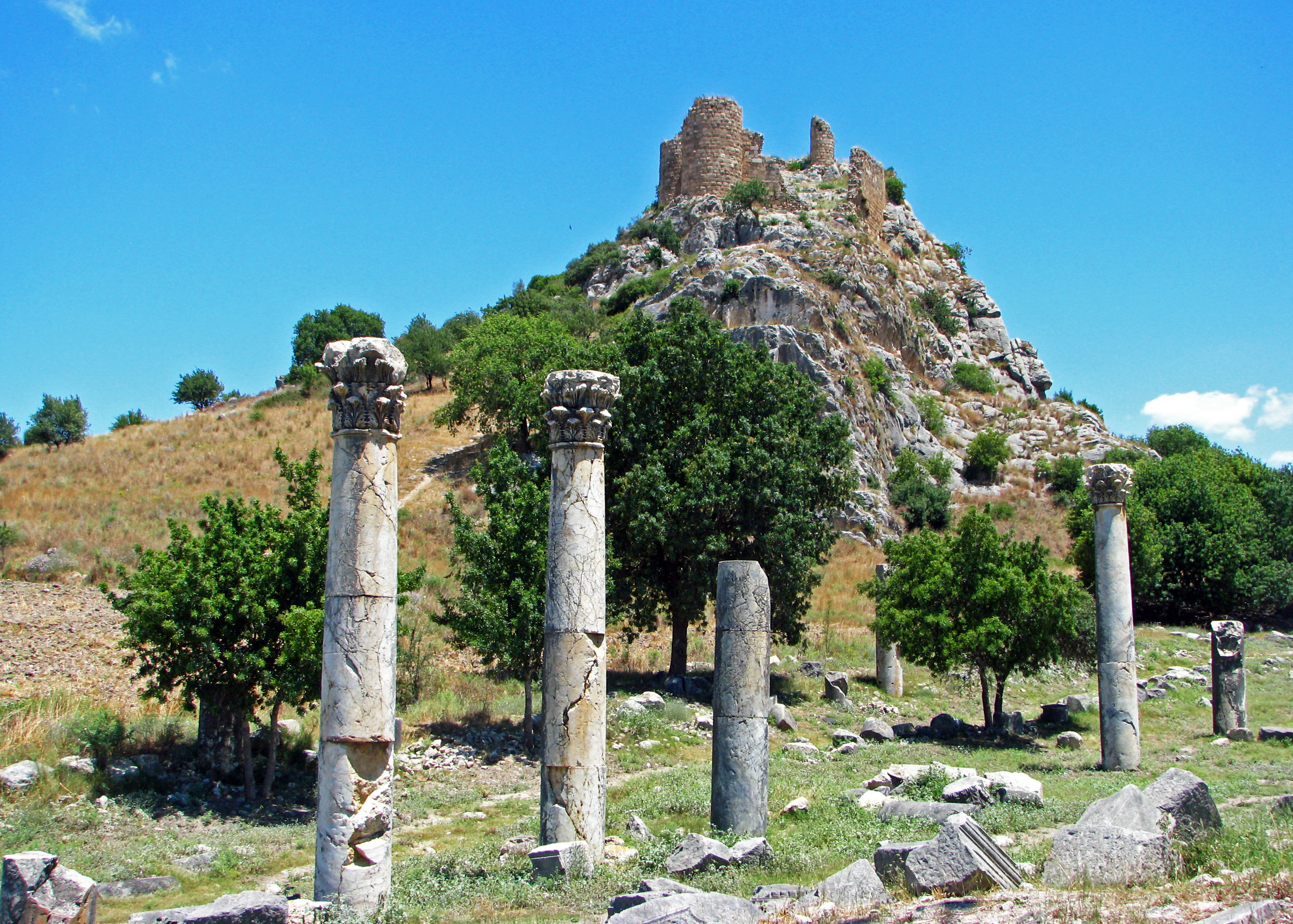
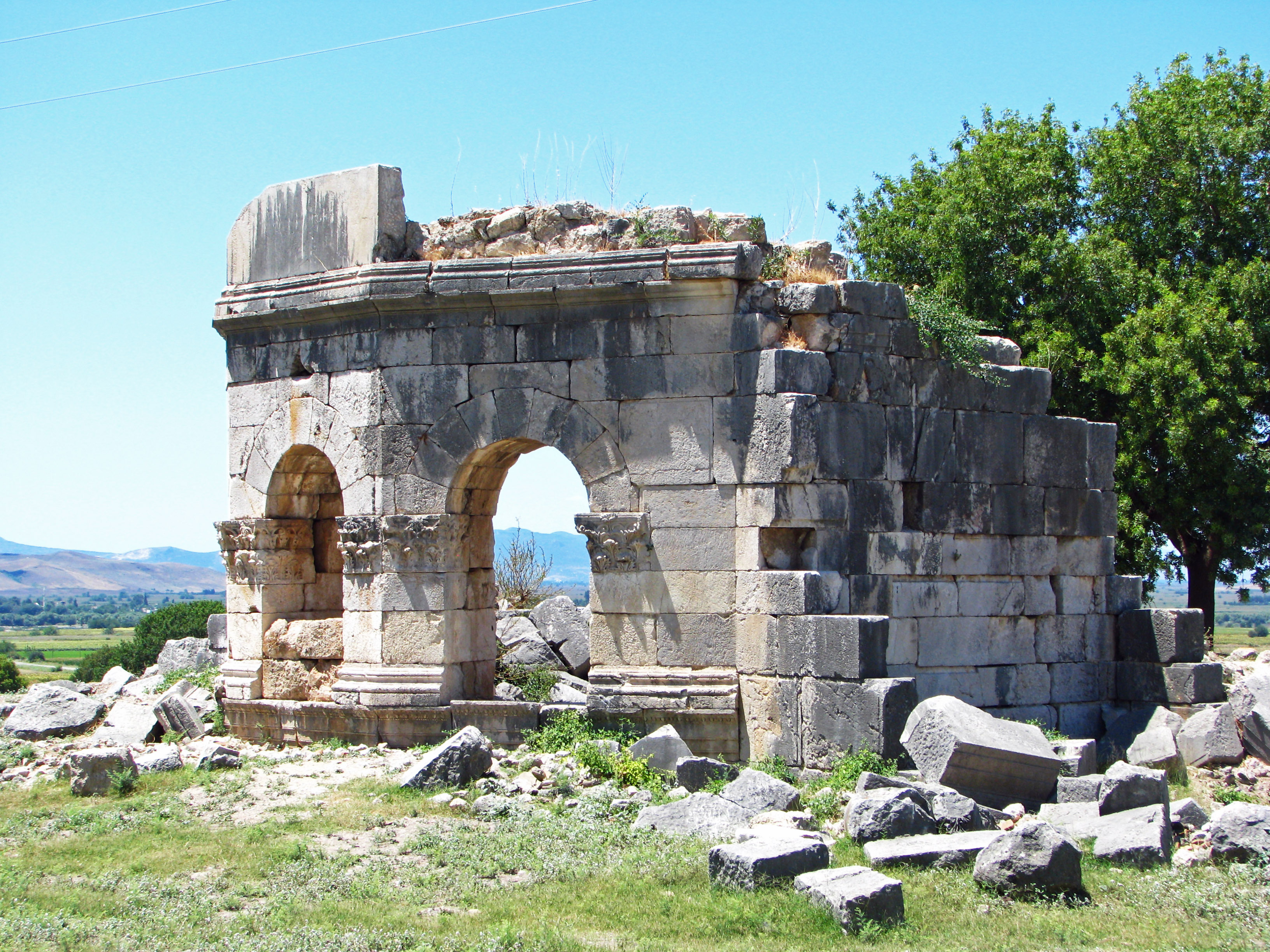